# Floral City
Floral City és una concentració de població designada pel cens dels Estats Units a l'estat de Florida. Segons el cens del 2000 tenia 4.989 habitants.

## Demografia
Segons el cens del 2000, Floral City tenia 4.989 habitants, 2.180 habitatges, i 1.473 famílies. La densitat de població era de 82,6 habitants/km².
Dels 2.180 habitatges en un 20,4% hi vivien nens de menys de 18 anys, en un 56,7% hi vivien parelles casades, en un 7,1% dones solteres, i en un 32,4% no eren unitats familiars. En el 27,8% dels habitatges hi vivien persones soles el 16,7% de les quals corresponia a persones de 65 anys o més que vivien soles. El nombre mitjà de persones vivint en cada habitatge era de 2,25 i el nombre mitjà de persones que vivien en cada família era de 2,69.
Per edats la població es repartia de la següent manera: un 20,3% tenia menys de 18 anys, un 4,5% entre 18 i 24, un 20,5% entre 25 i 44, un 25,4% de 45 a 60 i un 29,2% 65 anys o més.
L'edat mediana era de 49 anys. Per cada 100 dones de 18 o més anys hi havia 91,6 homes.
La renda mediana per habitatge era de 28.180 $ i la renda mediana per família de 33.404 $. Els homes tenien una renda mediana de 26.972 $ mentre que les dones 22.348 $. La renda per capita de la població era de 14.793 $. Entorn del 10,7% de les famílies i el 15,1% de la població estaven per davall del llindar de pobresa.

## Poblacions més properes
El següent diagrama mostra les poblacions més properes.